# Ecclisopteryx asterix
Ecclisopteryx asterix är en nattsländeart som beskrevs av Malicky 1979. Ecclisopteryx asterix ingår i släktet Ecclisopteryx och familjen husmasknattsländor. Inga underarter finns listade i Catalogue of Life.